# Ligue A 2015-2016 (femminile)
La Ligue A 2015-2016 si è svolta dal 18 ottobre 2015 al 7 maggio 2016: al torneo hanno partecipato dodici squadre di club francesi e la vittoria finale è andata per la prima volta all'Association Sportive Saint-Raphaël Volley-Ball.

## Regolamento

### Formula
Le squadre hanno disputato un girone all'italiana, con gare di andata e ritorno, per un totale di ventidue giornate; al termine della regular season:
- Le prime otto classificate hanno acceduto ai play-off scudetto, strutturati in quarti di finale, semifinali, entrambe giocate al meglio di due vittorie su tre gare, e finale, giocata in gara unica.
- Le ultime due classificate sono retrocesse in Élite.

### Criteri di classifica
Se il risultato finale è stato di 3-0 o 3-1 sono stati assegnati 3 punti alla squadra vincente e 0 a quella sconfitta, se il risultato finale è stato di 3-2 sono stati assegnati 2 punti alla squadra vincente e 1 a quella sconfitta.
L'ordine del posizionamento in classifica è stato definito in base a:
- Punti;
- Numero di partite vinte;
- Ratio dei set vinti/persi;
- Ratio dei punti realizzati/subiti.

## Squadre partecipanti
Al campionato di Ligue A 2015-16 hanno partecipato dodici squadre: quelle neopromosse dall'Élite sono state il Vandœuvre Nancy Volley-Ball e il Volley-Ball Club Chamalières, vincitrici dei play-off promozione; una squadra che ha avuto il diritto di partecipazione, ossia l'Hainaut Volley, ha rinunciato all'iscrizione: al suo posto è stato ripescato l'Association Sportive Saint-Raphaël Volley-Ball.
| Club                 | Città               | Palazzetto                                     | Stagione precedente                               |
| -------------------- | ------------------- | ---------------------------------------------- | ------------------------------------------------- |
| Béziers              | Béziers             | Halle Four à Chaux Béziers                     | 5ª in Ligue A Semifinali play-off scudetto        |
| RC Cannes            | Cannes              | Palais des Victoires Cannes                    | 1ª in Ligue A Campione di Francia                 |
| Chamalières          | Chamalières         | Complexe Sportif Pierre Chatrousse Chamalières | 2ª in Élite (girone A) 2ª play-off promozione     |
| Istres               | Istres              | Halle Polyvalente Istres                       | 8ª in Ligue A Quarti di finale play-off scudetto  |
| Le Cannet            | Le Cannet           | Gymnase Maillan Le Cannet                      | 2ª in Ligue A Finale play-off scudetto            |
| ASPTT Mulhouse       | Mulhouse            | Palais des Sports Mulhouse                     | 6ª in Ligue A Quarti di finale play-off scudetto  |
| Nantes               | Nantes              | Salle Saint Joseph II Nantes                   | 4ª in Ligue A; Quarti di finale play-off scudetto |
| Saint-Cloud Paris SF | Parigi              | Gymnase Geo André Parigi                       | 3ª in Ligue A Semifinali play-off scudetto        |
| Saint-Raphaël        | Saint-Raphaël       | Salle Pierre Clere Saint-Raphaël               | 12ª in Ligue A                                    |
| Terville Florange    | Terville            | Gymnase Municipal de Florange Florange         | 9ª in Ligue A                                     |
| Vandœuvre Nancy      | Vandœuvre-lès-Nancy | Parc des Sports Vandœuvre-lès-Nancy            | 1ª in Élite (girone A) 1ª play-off promozione     |
| Venelles             | Venelles            | Halle des Sports Venelles                      | 7ª in Ligue A Quarti di finale play-off scudetto  |

## Torneo

### Regular season

#### Risultati
| Prima giornata |                                  |     |                                  |
|                |                                  |     |                                  |
| 18-10          | Vandœuvre-Le Cannet              | 3-1 | 19-25, 25-17, 25-17, 25-21       |
| 20-10          | Istres-Cannes                    | 1-3 | 25-23, 18-25, 21-25, 17-25       |
| 20-10          | Mulhouse-Nantes                  | 3-0 | 25-21, 25-19, 25-18              |
| 20-10          | Saint-Cloud Paris SF-Chamalières | 3-0 | 25-17, 25-17, 25-16              |
| 21-10          | Saint-Raphaël-Venelles           | 2-3 | 21-25, 25-22, 25-23, 16-25, 4-15 |
| 21-10          | Béziers-Terville                 | 3-1 | 25-21, 25-17, 17-25, 27-25       |

| Seconda giornata |                               |     |                                   |
|                  |                               |     |                                   |
| 23-10            | Vandœuvre-Istres              | 3-0 | 25-18, 25-20, 25-18               |
| 24-10            | Chamalières-Saint-Raphaël     | 3-2 | 16-25, 25-19, 19-25, 25-20, 17-15 |
| 24-10            | Cannes-Béziers                | 3-2 | 25-20, 26-28, 25-19, 20-25, 15-11 |
| 24-10            | Terville-Saint-Cloud Paris SF | 0-3 | 21-25, 23-25, 22-25               |
| 24-10            | Nantes-Le Cannet              | 3-1 | 25-22, 25-20, 22-25, 25-17        |
| 25-10            | Venelles-Mulhouse             | 0-3 | 14-25, 13-25, 22-25               |

| Terza giornata |                             |     |                                  |
|                |                             |     |                                  |
| 30-10          | Istres-Chamalières          | 2-3 | 25-21, 23-25, 25-12, 15-25, 7-15 |
| 31-10          | Saint-Raphaël-Cannes        | 3-2 | 21-25, 18-25, 25-22, 25-21, 15-8 |
| 31-10          | Mulhouse-Terville           | 3-1 | 25-20, 20-25, 26-24, 25-21       |
| 31-10          | Saint-Cloud Paris SF-Nantes | 3-1 | 25-21, 25-16, 22-25, 25-10       |
| 01-11          | Le Cannet-Venelles          | 1-3 | 16-25, 25-23, 15-25, 20-25       |
| 02-11          | Béziers-Vandœuvre           | 3-0 | 25-18, 25-16, 25-17              |

| Quarta giornata |                               |     |                                   |
|                 |                               |     |                                   |
| 05-11           | Vandœuvre-Mulhouse            | 0-3 | 20-25, 23-25, 14-25               |
| 06-11           | Cannes-Chamalières            | 3-0 | 25-20, 25-19, 25-13               |
| 06-11           | Nantes-Saint-Raphaël          | 2-3 | 19-25, 25-19, 16-25, 25-17, 9-15  |
| 07-11           | Venelles-Saint-Cloud Paris SF | 2-3 | 22-25, 23-25, 25-21, 25-22, 10-15 |
| 07-11           | Béziers-Le Cannet             | 3-1 | 26-24, 25-13, 21-25, 25-19        |
| 08-11           | Terville-Istres               | 3-0 | 25-19, 25-20, 25-19               |

| Quinta giornata |                             |     |                            |
|                 |                             |     |                            |
| 13-11           | Saint-Raphaël-Vandœuvre     | 3-1 | 18-25, 25-23, 25-23, 29-27 |
| 13-11           | Istres-Venelles             | 0-3 | 13-25, 19-25, 23-25        |
| 12-11           | Saint-Cloud Paris SF-Cannes | 0-3 | 12-25, 21-25, 22-25        |
| 13-11           | Chamalières-Nantes          | 3-1 | 26-24, 25-23, 20-25, 25-21 |
| 13-11           | Terville-Le Cannet          | 3-0 | 26-24, 25-14, 28-26        |
| 19-11           | Mulhouse-Béziers            | 0-3 | 19-25, 19-25, 22-25        |

| Sesta giornata |                                |     |                            |
|                |                                |     |                            |
| 21-11          | Nantes-Cannes                  | 3-0 | 26-24, 25-18, 25-16        |
| 21-11          | Vandœuvre-Saint-Cloud Paris SF | 0-3 | 24-26, 19-25, 23-25        |
| 21-11          | Venelles-Chamalières           | 3-0 | 25-12, 25-19, 25-16        |
| 22-11          | Béziers-Istres                 | 3-0 | 25-15, 25-16, 25-19        |
| 23-11          | Terville-Saint-Raphaël         | 3-0 | 26-24, 25-18, 25-16        |
| 16-12          | Le Cannet-Mulhouse             | 1-3 | 21-25, 25-23, 18-25, 21-25 |

| Settima giornata |                                |     |                            |
|                  |                                |     |                            |
| 28-11            | Chamalières-Terville           | 0-3 | 15-25, 21-25, 21-25        |
| 28-11            | Saint-Raphaël-Béziers          | 3-1 | 25-18, 25-23, 20-25, 25-20 |
| 28-11            | Cannes-Venelles                | 3-1 | 25-21, 23-25, 25-16, 25-14 |
| 28-11            | Saint-Cloud Paris SF-Le Cannet | 3-0 | 32-30, 25-16, 30-28        |
| 29-11            | Istres-Mulhouse                | 0-3 | 21-25, 23-25, 21-25        |
| 30-11            | Nantes-Vandœuvre               | 3-0 | 25-23, 25-23, 25-15        |

| Ottava giornata |                              |     |                                   |
|                 |                              |     |                                   |
| 04-12           | Venelles-Nantes              | 3-1 | 21-25, 25-23, 25-19, 25-16        |
| 04-12           | Le Cannet-Istres             | 3-0 | 25-23, 25-16, 25-21               |
| 04-12           | Terville-Cannes              | 1-3 | 21-25, 34-32, 27-29, 22-25        |
| 05-12           | Vandœuvre-Chamalières        | 3-2 | 25-22, 21-25, 25-15, 23-25, 15-13 |
| 05-12           | Béziers-Saint-Cloud Paris SF | 3-1 | 25-20, 25-22, 23-25, 25-22        |
| 07-12           | Mulhouse-Saint-Raphaël       | 3-1 | 23-25, 25-22, 26-24, 25-16        |

| Nona giornata |                               |     |                            |
|               |                               |     |                            |
| 11-12         | Saint-Raphaël-Istres          | 3-1 | 25-16, 13-25, 25-19, 25-22 |
| 12-12         | Saint-Cloud Paris SF-Mulhouse | 3-0 | 25-20, 25-16, 25-21        |
| 12-12         | Chamalières-Béziers           | 0-3 | 13-25, 15-25, 16-25        |
| 12-12         | Nantes-Terville               | 3-0 | 25-20, 25-18, 25-17        |
| 12-12         | Cannes-Le Cannet              | 3-1 | 25-20, 21-25, 25-22, 25-22 |
| 12-12         | Venelles-Vandœuvre            | 3-0 | 25-17, 25-22, 25-22        |

| Decima giornata |                             |     |                                   |
|                 |                             |     |                                   |
| 19-12           | Vandœuvre-Cannes            | 1-3 | 22-25, 14-25, 25-23, 16-25        |
| 19-12           | Istres-Saint-Cloud Paris SF | 1-3 | 20-25, 14-25, 25-23, 22-25        |
| 19-12           | Le Cannet-Saint-Raphaël     | 3-2 | 23-25, 18-25, 25-15, 25-20, 16-14 |
| 19-12           | Mulhouse-Chamalières        | 3-0 | 25-20, 25-13, 25-18               |
| 19-12           | Béziers-Nantes              | 3-0 | 25-20, 25-19, 25-12               |
| 20-12           | Terville-Venelles           | 3-0 | 25-13, 25-22, 25-22               |

| Undicesima giornata |                                    |     |                                   |
|                     |                                    |     |                                   |
| 15-01               | Venelles-Béziers                   | 1-3 | 25-23, 18-25, 19-25, 24-26        |
| 15-01               | Cannes-Mulhouse                    | 3-0 | 25-16, 25-23, 25-21               |
| 16-01               | Chamalières-Le Cannet              | 1-3 | 26-24, 20-25, 14-25, 19-25        |
| 16-01               | Saint-Raphaël-Saint-Cloud Paris SF | 1-3 | 18-25, 25-22, 14-25, 25-27        |
| 16-01               | Terville-Vandœuvre                 | 3-2 | 20-25, 25-21, 22-25, 25-14, 15-13 |
| 17-01               | Nantes-Istres                      | 3-2 | 21-25, 25-16, 17-25, 25-17, 15-12 |

| Dodicesima giornata |                               |     |                                   |
|                     |                               |     |                                   |
| 22-01               | Mulhouse-Venelles             | 3-0 | 25-21, 25-15, 25-21               |
| 23-01               | Istres-Vandœuvre              | 3-1 | 21-25, 25-16, 25-14, 25-20        |
| 23-01               | Le Cannet-Nantes              | 3-0 | 25-23, 25-20, 25-17               |
| 23-01               | Béziers-Cannes                | 2-3 | 25-21, 23-25, 22-25, 25-20, 10-15 |
| 23-01               | Saint-Cloud Paris SF-Terville | 3-0 | 25-16, 25-16, 25-17               |
| 25-01               | Saint-Raphaël-Chamalières     | 2-3 | 25-16, 25-21, 23-25, 26-28, 12-15 |

| Tredicesima giornata |                             |     |                                   |
|                      |                             |     |                                   |
| 29-01                | Chamalières-Istres          | 2-3 | 25-14, 21-25, 25-18, 22-25, 12-15 |
| 29-01                | Terville-Mulhouse           | 0-3 | 21-25, 14-25, 29-31               |
| 30-01                | Vandœuvre-Béziers           | 1-3 | 21-25, 21-25, 25-22, 14-25        |
| 30-01                | Cannes-Saint-Raphaël        | 2-3 | 25-22, 24-26, 25-23, 20-25, 13-15 |
| 30-01                | Venelles-Le Cannet          | 3-1 | 25-22, 23-25, 25-19, 25-16        |
| 30-01                | Nantes-Saint-Cloud Paris SF | 2-3 | 21-25, 25-20, 25-23, 23-25, 7-15  |

| Quattordicesima giornata |                               |     |                                  |
|                          |                               |     |                                  |
| 06-02                    | Saint-Raphaël-Nantes          | 1-3 | 24-26, 22-25, 25-17, 22-25       |
| 06-02                    | Le Cannet-Béziers             | 1-3 | 23-25, 25-20, 25-27, 21-25       |
| 06-02                    | Saint-Cloud Paris SF-Venelles | 1-3 | 23-25, 25-23, 21-25, 23-25       |
| 07-02                    | Mulhouse-Vandœuvre            | 3-0 | 25-22, 25-20, 25-18              |
| 08-02                    | Istres-Terville               | 1-3 | 20-25, 28-26, 20-25, 17-25       |
| 01-03                    | Chamalières-Cannes            | 2-3 | 22-25, 25-17, 25-22, 22-25, 5-15 |

| Quindicesima giornata |                             |     |                                   |
|                       |                             |     |                                   |
| 13-02                 | Béziers-Mulhouse            | 2-3 | 20-25, 25-22, 15-25, 25-23, 9-15  |
| 13-02                 | Le Cannet-Terville          | 3-2 | 19-25, 19-25, 25-17, 25-20, 15-12 |
| 14-02                 | Vandœuvre-Saint-Raphaël     | 3-0 | 25-16, 27-25, 25-21               |
| 14-02                 | Cannes-Saint-Cloud Paris SF | 3-0 | 25-18, 25-22, 26-24               |
| 15-02                 | Venelles-Istres             | 3-0 | 26-24, 25-17, 25-18               |
| 22-03                 | Nantes-Chamalières          | 3-0 | 25-10, 25-12, 25-21               |

| Sedicesima giornata |                                |     |                            |
|                     |                                |     |                            |
| 19-02               | Saint-Raphaël-Terville         | 3-1 | 25-16, 25-23, 22-25, 25-22 |
| 20-02               | Istres-Béziers                 | 1-3 | 25-20, 14-25, 22-25, 20-25 |
| 20-02               | Mulhouse-Le Cannet             | 1-3 | 21-25, 25-23, 20-25, 25-27 |
| 20-02               | Cannes-Nantes                  | 3-1 | 25-20, 22-25, 25-14, 25-14 |
| 20-02               | Saint-Cloud Paris SF-Vandœuvre | 3-1 | 20-25, 25-12, 25-14, 25-16 |
| 23-02               | Chamalières-Venelles           | 0-3 | 9-25, 17-25, 17-25         |

| Diciassettesima giornata |                                |     |                                   |
|                          |                                |     |                                   |
| 26-02                    | Terville-Chamalières           | 3-0 | 25-17, 25-17, 25-21               |
| 26-02                    | Béziers-Saint-Raphaël          | 2-3 | 25-21, 24-26, 25-13, 23-25, 11-15 |
| 27-02                    | Mulhouse-Istres                | 3-0 | 25-15, 25-9, 25-15                |
| 27-02                    | Venelles-Cannes                | 0-3 | 18-25, 16-25, 19-25               |
| 28-02                    | Vandœuvre-Nantes               | 0-3 | 15-25, 21-25, 22-25               |
| 29-02                    | Le Cannet-Saint-Cloud Paris SF | 3-2 | 25-19, 29-27, 14-25, 22-25, 15-11 |

| Diciottesima giornata |                              |     |                            |
|                       |                              |     |                            |
| 04-03                 | Nantes-Venelles              | 3-1 | 28-26, 25-18, 21-25, 25-18 |
| 05-03                 | Istres-Le Cannet             | 1-3 | 25-22, 20-25, 13-25, 19-25 |
| 05-03                 | Saint-Raphaël-Mulhouse       | 3-1 | 22-25, 25-20, 25-23, 26-24 |
| 05-03                 | Chamalières-Vandœuvre        | 3-0 | 25-19, 25-16, 25-14        |
| 05-03                 | Cannes-Terville              | 3-0 | 25-18, 25-15, 26-24        |
| 05-03                 | Saint-Cloud Paris SF-Béziers | 3-1 | 25-23, 25-16, 16-25, 25-18 |

| Diciannovesima giornata |                               |     |                                   |
|                         |                               |     |                                   |
| 11-03                   | Béziers-Chamalières           | 3-0 | 25-23, 25-20, 25-23               |
| 12-03                   | Le Cannet-Cannes              | 3-2 | 25-23, 29-27, 17-25, 20-25, 15-13 |
| 12-03                   | Mulhouse-Saint-Cloud Paris SF | 0-3 | 22-25, 27-29, 20-25               |
| 12-03                   | Terville-Nantes               | 3-2 | 25-13, 25-22, 23-25, 13-25, 15-11 |
| 13-03                   | Istres-Saint-Raphaël          | 1-3 | 17-25, 25-22, 20-25, 17-25        |
| 14-03                   | Vandœuvre-Venelles            | 3-1 | 25-23, 22-25, 25-20, 25-21        |

| Ventesima giornata |                             |     |                            |
|                    |                             |     |                            |
| 18-03              | Chamalières-Mulhouse        | 1-3 | 17-25, 25-19, 10-25, 15-25 |
| 18-03              | Cannes-Vandœuvre            | 3-0 | 25-22, 25-23, 25-18        |
| 19-03              | Venelles-Terville           | 3-0 | 25-15, 25-15, 25-21        |
| 19-03              | Nantes-Béziers              | 1-3 | 15-25, 17-25, 25-20, 15-25 |
| 20-03              | Saint-Cloud Paris SF-Istres | 3-0 | 25-14, 25-16, 25-18        |
| 20-03              | Saint-Raphaël-Le Cannet     | 1-3 | 17-25, 25-15, 21-25, 23-25 |

| Ventunesima giornata |                                    |     |                                   |
|                      |                                    |     |                                   |
| 29-03                | Vandœuvre-Terville                 | 3-2 | 17-25, 25-18, 25-18, 17-25, 15-10 |
| 29-03                | Béziers-Venelles                   | 3-1 | 25-15, 23-25, 25-19, 25-20        |
| 29-03                | Le Cannet-Chamalières              | 3-1 | 25-20, 25-18, 21-25, 25-20        |
| 29-03                | Saint-Cloud Paris SF-Saint-Raphaël | 3-0 | 25-18, 25-21, 26-24               |
| 29-03                | Mulhouse-Cannes                    | 1-3 | 21-25, 21-25, 25-21, 23-25        |
| 30-03                | Istres-Nantes                      | 3-2 | 19-25, 18-25, 25-22, 25-14, 15-11 |

| Ventiduesima giornata |                                  |     |                                  |
|                       |                                  |     |                                  |
| 02-04                 | Chamalières-Saint-Cloud Paris SF | 2-3 | 23-25, 25-23, 25-20, 25-27, 6-15 |
| 02-04                 | Le Cannet-Vandœuvre              | 3-0 | 25-22, 25-19, 25-22              |
| 02-04                 | Nantes-Mulhouse                  | 0-3 | 20-25, 17-25, 17-25              |
| 02-04                 | Cannes-Istres                    | 3-0 | 25-9, 25-18, 25-16               |
| 02-04                 | Terville-Béziers                 | 1-3 | 28-30, 25-21, 23-25, 14-25       |
| 02-04                 | Venelles-Saint-Raphaël           | 3-0 | 25-16, 25-19, 25-14              |

#### Classifica
| Pos. | Squadra              | Pt | G  | V  | P  | SV | SP | Ratio | PF    | PS    | Ratio |
| ---- | -------------------- | -- | -- | -- | -- | -- | -- | ----- | ----- | ----- | ----- |
| 1.   | RC Cannes            | 54 | 22 | 18 | 4  | 60 | 25 | 2.400 | 1 996 | 1 741 | 1.146 |
| 2.   | Béziers              | 52 | 22 | 16 | 6  | 58 | 28 | 2.071 | 1 999 | 1 776 | 1.125 |
| 3.   | Saint-Cloud Paris SF | 49 | 22 | 17 | 5  | 55 | 26 | 2.115 | 1 906 | 1 688 | 1.129 |
| 4.   | ASPTT Mulhouse       | 44 | 22 | 15 | 7  | 48 | 27 | 1.777 | 1 772 | 1 575 | 1.125 |
| 5.   | Venelles             | 36 | 22 | 12 | 10 | 43 | 36 | 1.194 | 1 764 | 1 688 | 1.045 |
| 6.   | Le Cannet            | 32 | 22 | 12 | 10 | 44 | 43 | 1.023 | 1 937 | 1 958 | 0.989 |
| 7.   | Saint-Raphaël        | 30 | 22 | 10 | 12 | 42 | 50 | 0.840 | 1 973 | 2 042 | 0.966 |
| 8.   | Nantes               | 30 | 22 | 9  | 13 | 40 | 44 | 0.909 | 1 772 | 1 827 | 0.969 |
| 9.   | Terville Florange    | 27 | 22 | 9  | 13 | 36 | 44 | 0.818 | 1 759 | 1 786 | 0.984 |
| 10.  | Vandœuvre Nancy      | 17 | 22 | 6  | 16 | 25 | 54 | 0.463 | 1 636 | 1 824 | 0.896 |
| 11.  | Chamalières          | 16 | 22 | 5  | 17 | 26 | 58 | 0.448 | 1 621 | 1 911 | 0.848 |
| 12.  | Istres               | 9  | 22 | 3  | 19 | 20 | 62 | 0.322 | 1 584 | 1 903 | 0.832 |

| Qualificata ai play-off scudetto | Retrocessa in Élite |

### Play-off scudetto

#### Tabellone
|  | Quarti di finale | Quarti di finale     | Quarti di finale | Quarti di finale | Quarti di finale |  |  | Semifinali | Semifinali           | Semifinali | Semifinali    | Semifinali |  |  | Finale | Finale    | Finale |  |
|  |                  |                      |                  |                  |                  |  |  |            |                      |            |               |            |  |  |        |           |        |  |
|  | 1                | RC Cannes            | RC Cannes        | 3                | 3                |  |  |            |                      |            |               |            |  |  |        |           |        |  |
|  | 8                | Nantes               | Nantes           | 2                | 2                |  |  | 1          | RC Cannes            | RC Cannes  | 3             | 3          |  |  |        |           |        |  |
|  | 4                | ASPTT Mulhouse       | ASPTT Mulhouse   | 2                | 0                |  |  | 5          | Venelles             | Venelles   | 1             | 1          |  |  |        |           |        |  |
|  | 5                | Venelles             | Venelles         | 3                | 3                |  |  |            |                      |            |               |            |  |  | 1      | RC Cannes | 2      |  |
|  | 2                | Béziers              | Béziers          | 1                | 1                |  |  |            |                      | 7          | Saint-Raphaël | 3          |  |  |        |           |        |  |
|  | 7                | Saint-Raphaël        | Saint-Raphaël    | 3                | 3                |  |  | 7          | Saint-Raphaël        | 2          | 3             | 3          |  |  |        |           |        |  |
|  | 3                | Saint-Cloud Paris SF | 3                | 1                | 3                |  |  | 3          | Saint-Cloud Paris SF | 3          | 1             | 1          |  |  |        |           |        |  |
|  | 6                | Le Cannet            | 0                | 3                | 0                |  |  |            |                      |            |               |            |  |  |        |           |        |  |

#### Risultati
| Quarti di finale |                                |     |                                   |
|                  |                                |     |                                   |
| 08-04            | Cannes-Nantes                  | 3-2 | 25-23, 25-13, 28-30, 23-25, 15-9  |
| 09-04            | Mulhouse-Venelles              | 2-3 | 23-25, 25-18, 18-25, 25-20, 13-15 |
| 09-04            | Saint-Cloud Paris SF-Le Cannet | 3-0 | 25-17, 25-20, 25-10               |
| 09-04            | Béziers-Saint-Raphaël          | 1-3 | 25-23, 14-25, 13-25, 17-25        |

| 13-04 | Nantes-Cannes                  | 2-3 | 25-21, 15-25, 13-25, 25-22, 9-15 |
| 13-04 | Venelles-Mulhouse              | 3-0 | 26-24, 25-20, 25-20              |
| 13-04 | Le Cannet-Saint-Cloud Paris SF | 3-1 | 23-25, 25-18, 25-22, 25-22       |
| 12-04 | Saint-Raphaël-Béziers          | 3-1 | 27-29, 25-23, 25-23, 25-17       |

| 16-04 | Saint-Cloud Paris SF-Le Cannet | 3-0 | 25-19, 26-24, 25-19 |

| Semifinali |                                    |     |                                   |
|            |                                    |     |                                   |
| 24-04      | Cannes-Venelles                    | 3-1 | 25-19, 25-21, 26-28, 26-24        |
| 23-04      | Saint-Cloud Paris SF-Saint-Raphaël | 3-2 | 19-25, 26-24, 21-25, 25-14, 15-10 |

| 28-04 | Venelles-Cannes                    | 1-3 | 24-26, 25-22, 21-25, 20-25 |
| 26-04 | Saint-Raphaël-Saint-Cloud Paris SF | 3-1 | 23-25, 25-15, 25-16, 25-19 |

| 30-04 | Saint-Cloud Paris SF-Saint-Raphaël | 1-3 | 25-16, 22-25, 22-25, 20-25 |

| Finale |                      |     |                                  |
|        |                      |     |                                  |
| 07-05  | Saint-Raphaël-Cannes | 3-2 | 27-25, 26-24, 23-25, 21-25, 15-9 |

## Verdetti
| Squadra              | Qualificazione           |
| -------------------- | ------------------------ |
| Saint-Raphaël        | Champions League 2016-17 |
| RC Cannes            | Champions League 2016-17 |
| Béziers              | Coppa CEV 2016-17        |
| Saint-Cloud Paris SF | Coppa CEV 2016-17        |
| ASPTT Mulhouse       | Challenge Cup 2016-17    |
| Chamalières          | Élite 2016-17            |
| Istres               | Élite 2016-17            |

## Premi individuali
| Premio                 | Nome              | Squadra              |
| ---------------------- | ----------------- | -------------------- |
| MVP                    | Hélène Schleck    | Béziers              |
| Miglior palleggiatrice | Athīna Papafōtiou | ASPTT Mulhouse       |
| Miglior opposto        | Hélène Schleck    | Béziers              |
| Miglior schiacciatrice | Nadija Kodola     | RC Cannes            |
| Miglior centrale       | Rachel Sánchez    | RC Cannes            |
| Miglior libero         | Sayaka Tsutsui    | Le Cannet            |
| Miglior allenatore     | Stijn Morand      | Saint-Cloud Paris SF |

## Statistiche
| Rendimento individuale | Rendimento individuale | Rendimento individuale | Rendimento individuale |
| Pos.                   | Nome                   | Punti                  | Squadra                |
| ---------------------- | ---------------------- | ---------------------- | ---------------------- |
| 1                      | Nadija Kodola          | 465                    | RC Cannes              |
| 2                      | Liesbet Vindevoghel    | 456                    | Saint-Raphaël          |
| 3                      | Anna Kajalina          | 434                    | Saint-Raphaël          |
| 4                      | Alexandra Dascalu      | 404                    | Saint-Cloud Paris SF   |
| 5                      | Nina Coolman           | 399                    | Saint-Cloud Paris SF   |
| 6                      | Soňa Mikysková         | 398                    | Venelles               |
| 7                      | Hélène Schleck         | 367                    | Béziers                |
| 8                      | Polina Bratuhhina      | 343                    | Terville Florange      |
| 9                      | Christelle Tchoudjang  | 340                    | Chamalières            |
| 10                     | Bojana Marković        | 337                    | ASPTT Mulhouse         |

| Attacchi vincenti | Attacchi vincenti     | Attacchi vincenti | Attacchi vincenti    |
| Pos.              | Nome                  | Punti             | Squadra              |
| ----------------- | --------------------- | ----------------- | -------------------- |
| 1                 | Nadija Kodola         | 426               | RC Cannes            |
| 2                 | Liesbet Vindevoghel   | 389               | Saint-Raphaël        |
| 3                 | Soňa Mikysková        | 351               | Venelles             |
| 4                 | Anna Kajalina         | 349               | Saint-Raphaël        |
| 5                 | Alexandra Dascalu     | 336               | Saint-Cloud Paris SF |
| 6                 | Hélène Schleck        | 312               | Béziers              |
| 7                 | Nina Coolman          | 306               | Saint-Cloud Paris SF |
| 8                 | Polina Bratuhhina     | 295               | Terville Florange    |
| 9                 | Christelle Tchoudjang | 292               | Chamalières          |
| 10                | Clémentine Druenne    | 278               | Nantes               |

| Muri vincenti | Muri vincenti        | Muri vincenti | Muri vincenti        |
| Pos.          | Nome                 | Punti         | Squadra              |
| ------------- | -------------------- | ------------- | -------------------- |
| 1             | Michaela Abrhámová   | 99            | Saint-Raphaël        |
| 2             | Myriam Kloster       | 85            | RC Cannes            |
| 2             | Sara Menghi          | 85            | Saint-Raphaël        |
| 4             | Tamara Matos         | 77            | Venelles             |
| 5             | Grace Carter         | 72            | Saint-Cloud Paris SF |
| 6             | Lena Möllers         | 69            | Béziers              |
| 7             | Jineiry Martínez     | 68            | Le Cannet            |
| 8             | Maud Catry           | 65            | Saint-Cloud Paris SF |
| 9             | Nora Bogdanova       | 63            | Terville Florange    |
| 10            | Isaline Sager-Weider | 63            | Vandœuvre Nancy      |

| Battute vincenti | Battute vincenti   | Battute vincenti | Battute vincenti     |
| Pos.             | Nome               | Punti            | Squadra              |
| ---------------- | ------------------ | ---------------- | -------------------- |
| 1                | Nina Coolman       | 56               | Saint-Cloud Paris SF |
| 2                | Michaela Abrhámová | 44               | Saint-Raphaël        |
| 3                | Tamara Matos       | 35               | Venelles             |
| 3                | Anna Kajalina      | 35               | Saint-Raphaël        |
| 5                | Lena Möllers       | 34               | Béziers              |
| 6                | Rachel Sánchez     | 33               | RC Cannes            |
| 6                | Lydia Oulmou       | 33               | Venelles             |
| 6                | Tanja Grbić        | 33               | Saint-Raphaël        |
| 9                | Bojana Marković    | 32               | ASPTT Mulhouse       |
| 10               | Alexandra Dascalu  | 31               | Saint-Cloud Paris SF |

NB: I dati sono riferiti all'intero torneo.